# Личное оружие
Личное оружие — индивидуальное оружие для самообороны и нападения, которое хранится при себе и к которому при необходимости можно быстро получить доступ. Этот термин исторически относился к холодному оружию (мечам, кинжалам и подобному небольшому оружию ближнего боя, которое хранилось на боку в ножнах), а в современном бою, в котором преобладает оружие дальнего боя, личное оружие часто определяется как короткоствольное оружие, которое аналогичным образом держат в кобуре. Согласно классификации по количеству стрелков, к личному оружию «относится индивидуальное стрелковое оружие для ведения огня на коротких расстояниях. Это пистолеты и револьверы».
Личное оружие обычно является обязательным для офицеров Вооружённых сил, а также сотрудников правоохранительных органов и спецслужб. Обычно сотрудники этих служб в форме носят оружие открыто, а сотрудники в штатском скрывают личное оружие под одеждой. Также личным оружием могут быть вооружены сотрудники частной полиции, частных охранных структур и частных военных компаний.

## Использование
Во многих современных армиях выдача личного оружия в виде служебного является явным признаком власти и знаком офицера или старшего унтер-офицера. В протоколе вежливости сдача командирского личного оружия является заключительным актом общей сдачи подразделения. Если не имеется в виду недоброжелательность и применяется строгое толкование военной вежливости, сдающемуся командиру может быть разрешено сохранить своё личное оружие, чтобы реализовать своё право командовать своими людьми. Аналогичным образом, многие командиры на местном уровне были анекдотически упомянуты как использовавшие угрозу своего личного оружия для мотивации войск, с различным эффектом.
Важным назначением личного оружия является его использование, если основное оружие недоступно (повреждено или утеряно), закончились боеприпасы или оно неисправно. Многие солдаты, вооружённые длинноствольным оружием, например винтовкой или пистолетом-пулемётом, также могут иметь в качестве личного оружия самозарядный пистолет. Персональное оружие самообороны часто выдаётся в качестве личного оружия военнослужащим, которые действуют в стеснённых условиях, где винтовка или карабин непрактичны, например, водителям грузовиков, пилотам вертолётов и экипажам транспортных средств.